# زبيديات أولى
زبيديات أولى (الاسم العلمي: Bramidae) هي فصيلة، في رتيبة أفراخ وأشباهها، وضع التسمية العلمية  ريتشارد لوي، وذلك في  1836.

## أصنوفات
الأصنوفات الأدنى لهذا الكائن:
- كود سباركل
- تحديث القائمة

جنس:حوملة 
اسم علمي: Brama

جنس:Collybus 
اسم علمي: Collybus

جنس:Eumegistus 
اسم علمي: Eumegistus

جنس:Paucaichthys 
اسم علمي: Paucaichthys

جنس:Pteraclis 
اسم علمي: Pteraclis

جنس:Pterycombus 
اسم علمي: Pterycombus

جنس:Taractes 
اسم علمي: Taractes

جنس:Taractichthys 
اسم علمي: Taractichthys

جنس:Xenobrama 
اسم علمي: Xenobrama